# Comolia latifolia
Espèce
Synonymes
Selon Tropicos (10 juin 2024)
- Rhexia latifolia Bush
- Rhexia latifolia Aubl. - Basionyme

Selon GBIF (10 juin 2024)
- Arthrostema aubletii DC.
- Arthrostemma aubletii DC.
- Comolia aubletii (DC.) Triana
- Rhexia latifolia Aubl. - Basionyme
- Tetrameris aubletii (DC.) Naudin

Comolia latifolia est une espèce de plantes à fleurs de la famille desMelastomataceae. C'est une espèce douteuse de sous-arbrisseau d'Amérique du sud.

## Description
En 1953, Lemée propose la description suivante de Comolia latifolia :

« C. latifolia Cogn. (Rhexia l. Aubl., C. Aubletii Tria., Tetrameris A. Naud.). Plante velue-hérissée partout, à tige décombante 4-gône ; feuilles nettement pétiolées suborbiculaires ; calice à pilosité dense et longue, segments égaux au tube, pétales obovales-suborbiculaires, ovaire à 4 loges, étamines plus ou moins inégales. - Orapu, Roura (Sagot). ».

— Albert Lemée, 1953

## Répartition
Comolia latifolia ne serait présente qu'en Guyane.

## Écologie
L'écologie de Comolia latifolia est largement méconnue.

## Protologue
En 1775, le botaniste Aublet a décrit Comolia latifolia sous le nom de Rhexia latifolia, et en a proposé le protologue suivant : 

« 2. RHEXIA (latifolia)' folio amplo, ſubrotundo, vilioſo, flore violaceo. (Tabula 129. Fig. 2.)
Hæc fpecies differt à præcedenti, caulibus craſſioribus, bipedalibus, erectis ; foliis ampliſſimis, ovatis, acutis, floribus majoribus.
Florebat eodem tempore.
Habitat in iifdem pratis.

LA QUADRETE à large feuille. (PLANCHE 119. Fig. 2.)
Celle-ci diffère de la précédente [Comolia villosa] par la groſſeur de ſes tiges, par la grandeur de ſes feuilles ; les fleurs & les fruits ſont ſemblables.
On l'a repréſentée de grandeur naturelle ; & elle croît dans le même lieu. »

— Fusée-Aublet, 1775.